# خوش‌نوای شکم‌طلایی
خوش‌نوای شکم‌طلایی (نام علمی: Gerygone sulphurea) نام یک گونه از سرده خوش‌نوا است.